# Оклахома (округ)
Округ Оклахома — округ в штате Оклахома, США. Население округа на 2000 год составляло 660 448 человек, самый густонаселённый округ в штате. Административный центр округа — город Оклахома-Сити.

## География
Округ имеет общую площадь 1860 км², из которых 1837 км² приходится на сушу и 24 км² (1,28 %) на воду.

### Основные автомагистрали
| - Межштатная автомагистраль 35 - Межштатная автомагистраль 40 - Межштатная автомагистраль 44 - Межштатная автомагистраль 235 | - Межштатная автомагистраль 240 - Автомагистраль 62 - Автомагистраль 77 - Автомагистраль 270 |

### Соседние округа
- Логан (север)
- Линкольн (восток)
- Поттавотоми (юго-восток)
- Кливленд (юг)
- Канейдиан (запад)
- Кингфишер (северо-запад)

### Населённые пункты
| - Аркейдия - Бетани - Чокто - Дел-Сити - Эдмонт | - Форест Парк - Харра - Джонс - Лейк-Алума - Лютер | - Мидуэст-Сити - Николс-Хилс - Никома-Парк - Оклахома-Сити - Смит-Виллидж | - Спенсер - Те-Виллидж - Валли-Брук - Уорр-Эйкрс - Вудлон-Парк |

## Демография
По данным переписи в 2000 году насчитывалось 660 448 человек, 266 834 домохозяйств и 170 773 семей, проживающих в округе. Плотность населения составляла 360 человек на квадратный километр. Расовый состав: 70,44 % белое население, 15,03 % афроамериканцы, 3,42 % коренные американцы, 2,81 % азиаты, 0,08 % гавайцы, 4,36 % прочие расы и 3,87 % смешанные расы.
Распределение населения по возрасту: 25,6 % составляют люди до 18 лет, 10,9 % от 18 до 24 лет, 30,0 % от 25 до 44 лет, 21,4 % от 45 до 64 лет и 12,2 %, в возрасте 65 лет и старше. Средний возраст составляет 34 года. На каждые 100 женщин приходится 94,2 мужчин. На каждые 100 женщин в возрасте 18 лет и старше насчитывалось 90,8 мужчин.
Среднегодовой доход на домашнее хозяйство в городе составляет $ 35 063, а средний доход на семью составляет $ 42 797. Мужчины имеют средний доход $ 31 660, тогда как женщины $ 24 279. Доход на душу населения по городу составляет $ 19 551. Около 11,7 % семей и 15,3 % населения находятся ниже черты бедности в том числе 21,7 % из них моложе 18 лет и 8,6 % в возрасте 65 лет и старше.